# うさぎ座イプシロン星
うさぎ座ε星は、うさぎ座の恒星で3等星。
うさぎ座の中では主要な明るさを持つ星であるにもかかわらず、初期のアラブ人が考案したα星からδ星で構成された『Chair of the Giant』や『Throne of al Jauza』からは除外されている。

## 特徴
この星は、ヘリウム燃焼を終える段階との推測がある。その場合、年齢は7億5,500万年となり、1億7000万年前に水素の核融合を終えた事になる。